# Bonanus Pisanus
Bonanus Pisanus (Bonanno Pisano), var en italiensk arkitekt och bronsskulptör, verksam under slutet av 1100-talet i Pisa.
Bonanus Pisanus anses delvis ha lett arbetet på domkyrkans kampanil, Lutande tornet i Pisa. Han har enligt en inskrift utfört bronsdörrarna i kyrkans sydportal 1180 samt liknande dörrar i domen i Monreale 1186, med bibliska scener i enkla, klara kompositioner men ännu otymplig figurbildning.